# Dialogue
Pour les articles homonymes, voir Dialogue (homonymie).
 (avril 2016).
- Si vous ne connaissez pas le sujet, laissez ce bandeau (vous pouvez alors contacter les auteurs).
- Si vous supprimez le contenu mis en cause (vous pouvez préalablement contacter les auteurs),

argumentez précisément cette suppression dans la page de discussion
(un manque de référence n'est pas un argument ; une recherche réelle de référence doit avoir été effectuée, être formellement documentée).
Le mot « dialogue » (du grec ancien διάλογος / diálogos - composé du préfixe « διά / diá » : « au travers, par, entre », et du radical « λόγος / lógos » : « parole, raison, verbe » -, c'est-à-dire littéralement : « une parole raisonnée et agissante, qui pénètre, tranche et traverse complètement et méticuleusement »[réf. nécessaire]) désigne un type de communication entre plusieurs personnes ou groupes de personnes. Le dialogue se distingue de la discussion et du débat : il réfère à un mode de conversation qui comporte nécessairement raison, discernement, exactitude et sagesse, ainsi qu'une interpénétration des arguments convergents et convaincants, au fur et à mesure de ce que le dialogue se déploie parmi les interlocuteurs.
Comme toutes communications, le dialogue comprend au minimum un émetteur et un récepteur. Cependant, le dialogue se distingue dans le processus qui unit ces deux protagonistes. Alors que la donnée émise est le message, le but du message est l'objectif de la communication ; dans un dialogue véritable, le but n'est donc pas le sujet de l'énoncé, il ne s'agit pas d'avoir raison du récepteur ni de lui imposer un point de vue cognitif, une perspective ou référence. Ainsi, par un code constituant un langage qui peut être verbal ou non verbal, une parole est contenue dans le message et transmise dans la communication, afin d'être décodée et reçue par le destinataire, puis de lui signifier quelque chose qui a du sens dans sa propre existence. Le dialogue appelle donc à ce que les acteurs de la communication soient transformés dans leur être, en toute liberté ; l'écoute active, l'humilité sincère et le respect mutuel y sont donc nécessaires.
L'origine étymologique grecque du mot se réfère à un concept traduisible par « suivre une pensée » (dialogos : de dia à travers et logos la parole). Les modèles de l'intelligence sociale structurent l'organisation du dialogue au sein d'un corps social.

## Littérature
Les historiens de la littérature supposent que Platon a introduit la notion de dialogue dans ses textes, technique d'écriture qu'il a conservée de sa première carrière d'auteur dramatique. Il s'est également inspiré pour cela des poètes siciliens Sophron et Epicharme, qui l'ont pratiqué un demi-siècle auparavant. Les écrits de Platon ont contribué au succès du dialogue comme genre littéraire.

## Cinéma
Les dialogues sont écrits par un dialoguiste qui va améliorer, compléter, arranger les dialogues du scénario. La fonction peut être remplie par le scénariste, mais il est également possible que les dialogues soient écrits par une autre personne que lui.

## Philosophie / Théologie
Martin Buber place le dialogue comme un élément prédominant à sa philosophie : il voit le dialogue comme un moyen d'entrer en communication plutôt qu'une tentative de rechercher une conclusion ou d'exprimer des points de vue.[pertinence contestée]
En philosophie, dialoguer c'est penser à deux. Le dialogue interreligieux permet d'élaborer un point de vue religieux commun.
Dialogue : un mot d'origine grecque. « Dia » = ce qui traverse et « logos » = la parole. Autrement dit le dialogue est la parole qui traverse. Et ce qui traverse arrache. Entrer en communication est arrachement en soi, et s'il le veut bien, chez l'autre.
À l'échelle des pays, développer la culture du dialogue suppose de connaître la signification et la place qu'il convient d'accorder à une notion comme la fraternité et la fraternisation si présentes et si prégnantes dans le discours et la pratique des religions.

## Ce que le dialogue n'est pas
Beaucoup succombent à l'art d'opposer arguments contre arguments. Ils croient dialoguer alors qu'en fait, ils ne prennent pas le temps d'examiner les sujets dont on parle en y distinguant les différents arguments et les catégories auxquels ils se rattachent. Ils vont à la chasse à la contradiction dans les mots employés : c'est une querelle bien plus qu'un dialogue qu'ils ont entre eux.
Le dialogue n'est pas un discours : un discours est l'énoncé d'une démonstration, voire d'un avis sur n'importe quel sujet. Le dialogue n'est pas une conversation : une conversation est un enchainement de discours entrecoupés et non reliés entre eux pour produire un raisonnement commun entre les participants.
Un dialogue consiste en un examen croisé de différentes paroles, qui toutes engagent leur auteur. Un dialogue réussi produit un diagnostic intégrant tous les arguments des participants et une conclusion dans laquelle ils se retrouvent tous.